# Friedrich Ludwig von Sydow (Landrat)
Friedrich Ludwig von Sydow (* 20. Januar 1701 in Görlsdorf, Königsberger Kreis; † 24. April 1742 in Lichtenow, Friedeberger Kreis) war ein preußischer Landrat. Er stand von 1736 bis zu seinem Tode dem Friedeberger Kreis in der Neumark vor. 
Er war ein Sohn des kurbrandenburgischen Obersten und Gutsbesitzers Ernst Friedrich von Sydow (* 1666; † 1723) und dessen Gemahlin Louise, geborene von Gramm. Die uradlige Familie von Sydow war in der Neumark und in Pommern verbreitet. 
Friedrich Ludwig von Sydow besuchte ab 1717 die Ritterakademie zu Brandenburg. Im Jahre 1732 verkaufte er das im Greifenhagenschen Kreis in Hinterpommern gelegene väterliche Gut Steinwehr (genau gesagt hatte sein Vater ⅔ Steinwehr erworben) und kaufte sich hierfür einen Anteil an Rohrbeck im Arnswalder Kreis der Neumark. Diesen verkaufte er 1736 und erwarb dafür Lichtenow im Friedeberger Kreis der Neumark.
Ebenfalls 1736 wurde er Landrat des Friedeberger Kreises. Das Amt übte er bis zu seinem Tode 1742 aus; im Amt folgte ihm Hans Joachim von Bornstedt.  
Friedrich Ludwig von Sydow war mit Auguste Sophie, geborene von Waldow verheiratet. Aus der Ehe gingen vier Kinder hervor, darunter Christian Ludwig von Sydow (* 1733; † 1795), der Landrat des Arnswalder Kreises wurde.